# Івар Юханссон
Івар Юханссон (швед. Ivar Johansson; 1889—1963) — шведський кінорежисер, сценарист і монтажер. Спеціалізувався, зокрема, на фільмах, знятих у шведській місцевості, і був режисером Інгрід Бергман у її першій драматичній ролі у фільмі «Розбивачі океану» в 1935 році.

## Біографія
Син фермера, Івар Юханссон рано покинув рідну домівку і поїхав навчатися до Стокгольма. Там він закінчив школу і продовжив вивчати гуманітарні науки в університеті. У 1916 році влаштувався на роботу редактором тексту для німого кіно, що привело його до роботи спочатку кіномонтажером, а потім сценаристом і режисером. Його першою режисерською та сценарною роботою став фільм «Фільмревін» (1921). Потім були сценарії до фільмів «Фолькет і Сімлонгсдален» Теодора Бертеля (1924), «Флікан і тріщина» Карін Сванстрьом та фільмів Джона В. Бруніуса «Фенрік Стельс саґнер, частина І та ІІ» (обидва 1926) і «Ґустаф Васа, частина І та ІІ» (обидва 1928).
Режисерський дебют Юханссона у повнометражному кіно відбувся у 1929 році у фільмі «Королівство Роген», який зазнав значного впливу сучасного російського кінематографа. Прем'єра фільму відбулася в той самий день, що й першого шведського звукового фільму «Säg det i toner», і затьмарила його. Відтоді «Rågens rike» був переоцінений і вважається центральним твором шведського німого кіно. Протягом наступних 27 років Юоханссон зняв 37 фільмів. У 1930-х роках на більшість його фільмів вплинули тогочасні комедії та фольклорні п'єси. Він повернувся до сільської місцевості та природи у таких фільмах, як «Хельсінґар» (1933), «Браннінґар» (1935) та «Буря над скелями» (1938).
У 1940-х роках він здобув великий успіх у глядачів завдяки фільмам Tänk om jag gifter mig med præsten (1941) та Gula kliniken (1942). Наприкінці своєї кар'єри він повернувся до народних мотивів.
З 1943 року і до самої смерті був одружений з фотографом і телепродюсером Бірґіттою Прамм-Юханссон.